# Farmaco (isola)
Farmaco (in greco Φαρμακονήσι?, Farmakonisi; anticamente Farmacussa) è un'isola greca delle  Sporadi a sud di Mileto. Fa parte della regione amministrativa greca dell'Egeo meridionale.

## Storia
Secondo il racconto degli storici antichi, Gaio Giulio Cesare vi fu tenuto in prigionia dai pirati in attesa che da Mileto arrivasse il suo riscatto. I pirati chiesero un riscatto di venti talenti, ma Cesare, mostrandosi offeso, ordinò ai suoi inviati di procurarsene sessanta; durante la permanenza sull'isola Cesare promise più volte ai pirati di ucciderli una volta tornato in libertà. Infatti, allestita una piccola flotta, li catturò e li fece crocifiggere.

Secondo la tradizione, però, prima di crocifiggerli, e di condannarli così a morire dopo atroci sofferenze, ordinò che fossero strangolati, dimostrando in questo frangente, secondo gli storici filocesariani, la sua grandissima clemenza.
Divenne, insieme alle altre isole del dodecaneso colonia del Regno d'Italia, dopo la guerra italo-turca, dal 1912 al 1943.